# 韓穿
韩穿（?—?），春秋时期晋国的卿，韩氏。
前597年，晋楚邲之战，韩穿、巩朔为上军大夫，上军将士会早早派巩朔、韩穿于敖山前埋伏七处伏兵，晋军大败后，只有上军无恙，徐徐退兵。前588年，晋景公增新三军，共六军、十二卿，韩厥为新中军将，韩穿为新上军佐。前583年春，晋国派韩穿出使鲁国，令鲁国返还汶阳之田给齐国。汶阳之田本属鲁国，后被齐占。前589年，晋齐鞍之战，齐国战败，晋国命齐国把汶阳之田还给了鲁国。这时，汶阳之田再给齐国。鲁国不满，季文子在私下向韩穿抱怨。